# Versos y Notisias
Versos y Notisias fue una célebre página de la revista argentina Rico Tipo escrita por César Bruto (Carlos Warnes) e ilustrada por Oski (Oscar Conti), con las famosas «fotoskis».

## Características
De un humor desbordante y renovador, imitaba a un periódico barrial con las típicas transgresiones ortográficas y gramaticales de Bruto, pero además vertidas en tonos que podían variar de un exquisito costumbrismo al más puro surrealismo, pasando por el nonsense o la patafísica.
César Bruto podía atacar el sinsentido por todas sus caras, desde publicar noticias que serían insignificantes incluso para cualquier periódico barrial, hasta tratar otras de contenidos significativos de un modo formalmente incorrecto, hablando con vaguedades flagrantes («robaron al vecino de la esquina», sin precisar de qué esquina se trataba, por ejemplo), abarcando todo un amplio abanico de posibilidades. Su imaginación al respecto parecía no tener límites.
A veces hacía reír por degradación. Es el caso de noticias que imitan a otras habituales en los grandes periódicos pero que, reducidas al modesto ámbito barrial, parecen perder importancia. En realidad, lo que hacía era mostrar la relativa importancia que columnas como las de noticias «sociales», habituales en los diarios de la época, podían tener para el común de la gente.
Otras veces, lograba el efecto cómico por la inutilidad de ciertas frases, como cuando caía en cursilerías que no aportaban información ni tampoco estilo, por querer aparentar una formación académica.
En ocasiones, el uso de una palabra de significado parecido a otra, pero menos adecuada para el contexto, trastocaba el sentido y lo volvía disparatado.

## Ejemplos
Intentar describir los múltiples recursos de Warnes cabalmente puede ser una tarea tan ardua como inútil, por lo intransmisible de la gracia de sus textos si no se leen de «primera mano». He aquí algunas muestras:

BUSCO SOSIO para istalar una gran fábrica de horcaS, lo cual aparte de dejar un lindo rendimiento proporsiona trabajo al gremio de verdugoS que abtualmente pasa por un momento muy feo. Con un capital de miL $$$$$, por egenplo, podemos ganar tres miL por mes, así que poniendo el doble ganaremos el doble, y poniendo un millón se venimos ricos en seguida. Cartas a salvadoR pilcomayO. Esta cuadra.

Calcuta, 19. -De la localidá de ptrwiN anunsian de que hase 35 ánios y 89 días que no llueve ni una gota. El otro día agarró y se mató el direbtoR del odservatoriO metorolójicO, el cual venía anunsiando agua desde hase más de 19 ánios y medio. El nuevo direbtoR ha declarado que piensa anunsiar sienpre tienpO seco.

Mandalay, 24.  - Grasias a un fenomenal ingerto de la córnea parese que recuperó la vista el famoso tuerto de mandalaY. Viendo un aviso en el diario, el tuerto mandó el ojo defisiente a los estadoS unidO y a la vuelta del correO le mandaron el ojo en perfebto estado de visibilidá, con lo cual haora el tipo anda loco de la vida.